# Cerdon (Loiret)
Cerdon és un municipi francès, situat al departament del Loiret i a la regió de Centre – Vall del Loira. L'any 2007 tenia 1.056 habitants.

## Demografia

### Població
El 2007 la població de fet de Cerdon era de 1.056 persones. Hi havia 468 famílies, de les quals 168 eren unipersonals (76 homes vivint sols i 92 dones vivint soles), 160 parelles sense fills, 116 parelles amb fills i 24 famílies monoparentals amb fills.
La població ha evolucionat segons el següent gràfic:
Habitants censats

### Habitatges
El 2007 hi havia 658 habitatges, 486 eren l'habitatge principal de la família, 116 eren segones residències i 56 estaven desocupats. 631 eren cases i 24 eren apartaments. Dels 486 habitatges principals, 325 estaven ocupats pels seus propietaris, 140 estaven llogats i ocupats pels llogaters i 21 estaven cedits a títol gratuït; 2 tenien una cambra, 29 en tenien dues, 129 en tenien tres, 148 en tenien quatre i 178 en tenien cinc o més. 340 habitatges disposaven pel capbaix d'una plaça de pàrquing. A 236 habitatges hi havia un automòbil i a 179 n'hi havia dos o més.

### Piràmide de població
La piràmide de població per edats i sexe el 2009 era:
| Homes | Edats   | Dones |
| ----- | ------- | ----- |
| 4     | 95 o +  | 0     |
| 4     | 90 a 94 | 4     |
| 0     | 85 a 89 | 8     |
| 12    | 80 a 84 | 8     |
| 24    | 75 a 79 | 20    |
| 20    | 70 a 74 | 48    |
| 48    | 65 a 69 | 52    |
| 44    | 60 a 64 | 40    |
| 48    | 55 a 59 | 36    |
| 28    | 50 a 54 | 36    |
| 48    | 45 a 49 | 32    |
| 36    | 40 a 44 | 28    |
| 32    | 35 a 39 | 20    |
| 24    | 30 a 34 | 28    |
| 20    | 25 a 29 | 32    |
| 20    | 20 a 24 | 12    |
| 16    | 15 a 19 | 24    |
| 44    | 10 a 14 | 32    |
| 24    | 5 a 9   | 24    |
| 24    | 0 a 4   | 16    |

## Economia
El 2007 la població en edat de treballar era de 605 persones, 427 eren actives i 178 eren inactives. De les 427 persones actives 382 estaven ocupades (216 homes i 166 dones) i 45 estaven aturades (18 homes i 27 dones). De les 178 persones inactives 81 estaven jubilades, 34 estaven estudiant i 63 estaven classificades com a «altres inactius».

### Ingressos
El 2009 a Cerdon hi havia 481 unitats fiscals que integraven 1.049 persones, la mediana anual d'ingressos fiscals per persona era de 15.911 €.

### Activitats econòmiques
Dels 49 establiments que hi havia el 2007, 1 era d'una empresa extractiva, 2 d'empreses alimentàries, 3 d'empreses de fabricació d'altres productes industrials, 7 d'empreses de construcció, 14 d'empreses de comerç i reparació d'automòbils, 3 d'empreses de transport, 4 d'empreses d'hostatgeria i restauració, 1 d'una empresa financera, 5 d'empreses immobiliàries, 6 d'empreses de serveis, 2 d'entitats de l'administració pública i 1 d'una empresa classificada com a «altres activitats de serveis».
Dels 16 establiments de servei als particulars que hi havia el 2009, 1 era una oficina de correu, 1 una oficina bancària, 3 guixaires pintors, 4 lampisteries, 1 electricista, 1 perruqueria, 3 restaurants, 1 agència immobiliària i 1 saló de bellesa.
Dels 7 establiments comercials que hi havia el 2009, 2 eren fleques, 1 una fleca, 1 una peixateria, 1 una sabateria, 1 una botiga de material de revestiment de parets i terra i 1 una joieria.
L'any 2000 a Cerdon hi havia 17 explotacions agrícoles que ocupaven un total de 1.470 hectàrees.

## Equipaments sanitaris i escolars
L'únic equipament sanitari que hi havia el 2009 era una farmàcia.
El 2009 hi havia una escola elemental.

## Poblacions més properes
El següent diagrama mostra les poblacions més properes.